# Evige september
Evige september (fra engelsk: Eternal September, undertiden også den september, der aldrig ender) er et Usenet-slangudtryk, der først blev brugt af Dave Fischer. Det beskriver perioden der begyndte med september 1993. Det beskriver en tro på at den stadige tilgang af nye brugere ("newbies") siden dette tidspunkt til stadighed har forringet samtaleformens standard og almindelig opførsel på Usenet såvel som bredere på internettet, i en sådan grad at en nyhedsoplæser har gjort brug af udtrykket Evige September.

## Baggrund
Usenet opstod blandt universiteter på den nordlige halvkugle. Hvert år fik et stort antal nye universitetsstuderende adgang til Usenet for første gang, og det tog dem nogen tid at akklimatisere sig til netværkets standarder for opførsel eller "netikette". Efter omtrent en måned ville disse nye brugere teoretisk have lært at opføre sig som konventionerne foreskrev, eller ganske enkelt blive trætte af at bruge mediet. Således var september den måned, der varslede højdepunktet af forstyrrende nye elementer på netværket.
I 1993 begyndte America Online at udbyde Usenet-adgang til sine titusinder, senere millioner af brugere. For mange af "de gamle" brugere var disse "AOL-ere" langt mindre villige til at lære sig netikette end universitetsstuderende. Dette var til dels en konsekvens af at AOL ikke gjorde nogen stor indsats ud af at uddanne sine brugere om Usenet traditioner og vaner, ej heller blev det oplyst at disse nyfundne fora ikke blot var endnu en del af AOLs tilbud, men samtidig var det resultatet af vækst på en meget større skala end nogensinde før. Hvor den vanlige tilgang af nye septemberstuderende hurtigt ville falde til ro truede den enorme mængde nye AOL-brugere nu med at overvælde den eksisterende Usenet-kulturs kapacitet til at håndhæve sine sociale normer.
Siden den tid har den dramatiske vækst i internettets popularitet bragt en konstant strøm af nye brugere. Således, set fra en præ-1993 Usenetbrugers synspunkt er den almindelige "septembertilvækst" af nye brugere aldrig ophørt. Udtrykket blev anvendt af Dave Fischer i en post han skrev den 26. januar 1994 på alt.folklore.computers: "Det er ligegyldigt nu. September 1993 vil gå over i historien som den september, der aldrig sluttede."
Nogle internetudbydere udbyder ikke længere binære grupper (som Telus i Canada) mens andre helt har droppet Usenet (Comcast, AT&T). Den 9. februar 2005 holdt AOL op med at udbyde adgang til nyhedsgrupper, hvilket de annoncerede den 25. januar 2005. Den 16. september 2008 stoppede Comcast adgangen til nyhedsgrupper; en adgang de tidligere havde tilbudt alle deres højhastighedskunder. Dette fik nogle kommentatorer til at spekulere om september nu måske endelig skulle være ovre.